# Маноло Габб'ядіні
Маноло Габб'ядіні (італ. Manolo Gabbiadini; нар. 26 листопада 1991, Кальчинате, Італія) — італійський футболіст, нападник клубу «Сампдорія» та національної збірної Італії.

## Клубна кар'єра
Вихованець юнацької команди «Аталанта».
14 березня 2010 року дебютував в Серії А за «Аталанту» в матчі проти «Парми», коли він вийшов на заміну на 79-й хвилині замість Сімоне Тірібоккі. До кінця сезону зіграв ще в одному матчі чемпіонату.
9 липня 2010 року він перейшов в команду Серії Б «Читтаделлу», разом з Даніеле Гаспаретто на правах спільного володіння, операція обійшлася в € 500, це була частина контракту, за яким «Аталанта» підписала Маттео Ардемагні. Маноло забив 5 голів у 27 матчах протягом сезону у Серії Б.
У червні 2011 року він повернувся в свій клуб, «Аталанту», сума угоди не розголошувалася. Він забив свій перший гол в Серії А 25 березня 2012 року в домашньому матчі проти «Болоньї», його команда виграла з рахунком 2:0.
24 серпня 2012 року «Ювентус» викупив у «Аталанти» половину прав на Габб'ядіні за 5,5 млн євро. Маноло кілька днів тренувався з «Болоньєю», в якій згодом і провів наступний сезон на правах оренди.
9 липня 2013 року «Ювентус» викупив другу половину прав на Маноло у бергамского клубу, і уклав договір про спільне володіння із «Сампдорією», причому операція була здійснена таким чином, щоб в наступному сезоні гравець захищав кольори генуезького клубу. 17 серпня у своєму першому офіційному матчі у футболці «Сампдорії» Габб'ядіні зробив дубль, що дозволило «Сампдорії» у третьому раунді кубка Італії обіграти «Беневенто» з рахунком 2:0. 1 вересня Габб'ядіні забив свій перший гол у чемпіонаті за нову команду у ворота «Болоньї», встановивши остаточний результат 2:2. Гравець провів хороший сезон, забивши 10 голів у чемпіонаті і кубку Італії в 35 матчах.
19 червня 2014 року «Сампдорія» оголосила, що продовжила угоду з «Ювентусом» щодо Габб'ядіні ще на рік. Наступний сезон гравець почав 24 серпня 2014 року матчем проти «Комо» в рамках третього раунду кубка Італії, Габб'ядіні відзначився голом, а матч закінчився з рахунком 4:1 на користь «Сампдорії». 28 вересня його гол зі штрафного вирішив долю Ліхтарного дербі, «Сампдорія» виграла з мінімальним рахунком 1:0.
В січні 2015 року, в зимове трансферне вікно, Габб'ядіні приєднався до «Наполі» за 13 млн євро. Сума була поділена між «Сампдорією» і «Ювентусом». 11 січня 2015 року Габб'ядіні дебютував за «Наполі» в домашньому матчі проти «Ювентуса», замінивши Хосе Кальєхона, гра закінчилася поразкою з рахунком 3:1. 1 лютого він забив свій перший гол за клуб в матчі проти «К'єво» з передачі Івана Стринича, «Наполі» виграв з рахунком 2:1. Наразі встиг відіграти за неаполітанську команду 20 матчів в національному чемпіонаті.

## Виступи за збірні
17 листопада 2010 року Габб'ядіні дебютував за молодіжну збірну Італії у товариському матчі проти Туреччини. 29 березня 2011 року він забив свій перший гол за молодіжну команду в товариському матчі проти Німеччини. 6 жовтня 2011 року він зробив хет-трик у гостьовому матчі проти Ліхтенштейну, його команда виграла з рахунком 7:2.
Габб'ядіні зіграв на молодіжному чемпіонаті Європи до 21 року у 2013 році. 8 червня 2013 року зробив дубль у матчі проти Ізраїлю, Італія виграла з рахунком 4:0, збірна Італії дійшла до фіналу, де поступилася Іспанії з рахунком 4:2. Всього на молодіжному рівні зіграв у 27 офіційних матчах, забив 14 голів.
15 серпня 2012 року Маноло дебютував за збірну Італії, вийшовши на поле у другій половині товариський матч проти Англії, який відбувся в Берні.
З 10 по 12 березня 2014 року Габб'ядіні проходив збори з основною командою, організовані для перегляду молодих гравців напередодні ЧС-2014. 14 листопада тренер національної збірної Антоніо Конте викликав його на товариський матч проти Албанії 18 листопада, Габб'ядіні вийшов на 77-й хвилині замість Алессіо Черчі.
| Дата       | Місто     | Господарі | Результат | Гості       | Турнір            | Голи | Примітки |
| ---------- | --------- | --------- | --------- | ----------- | ----------------- | ---- | -------- |
| 15-8-2012  | Берн      | Італія    | 1 – 2     | Англія      | товариський матч  | -    | 59'      |
| 18-11-2014 | Генуя     | Італія    | 1 – 0     | Албанія     | товариський матч  | -    | 77'      |
| 28-3-2015  | Софія     | Болгарія  | 2 – 2     | Італія      | Відбір до ЧЄ 2016 | -    | 77'      |
| 16-6-2015  | Женева    | Італія    | 0 – 1     | Португалія  | товариський матч  | -    | 65'      |
| 3-9-2015   | Флоренція | Італія    | 1 – 0     | Мальта      | Відбір до ЧЄ 2016 | -    | 64'      |
| 17-11-2015 | Болонья   | Італія    | 2 – 2     | Румунія     | товариський матч  | 1    | 60'      |
| 7-6-2017   | Ніцца     | Італія    | 3 – 0     | Уругвай     | товариський матч  | -    | 82'      |
| 11-6-2017  | Удіне     | Італія    | 5 – 0     | Ліхтенштейн | Відбір до ЧС 2018 | 1    | 75'      |
| 2-9-2017   | Мадрид    | Іспанія   | 3 – 0     | Італія      | Відбір до ЧС 2018 | -    | 78'      |
| 9-10-2017  | Шкодер    | Албанія   | 0 – 1     | Італія      | Відбір до ЧС 2018 | -    | 89'      |
| 13-11-2017 | Мілан     | Італія    | 0 – 0     | Швеція      | Відбір до ЧС 2018 | -    | 63'      |
| Усього     |           | Матчів    | 11        |             | Голів             | 2    |          |